# Museo dei trasporti Ogliari
Il Museo dei trasporti Ogliari era un museo situato a Ranco.
Esso raccoglieva un gran numero di mezzi di trasporto soprattutto ferroviario e stradale, di un periodo compreso dal XVIII secolo alla seconda metà del XX secolo.
Una sua particolarità, sin dalla fondazione nel 1954, era l'ingresso gratuito in quanto secondo lo spirito del suo fondatore Francesco Ogliari, il patrimonio della cultura doveva essere un bene assolutamente alla portata di tutti.
L'esposizione si articolava con la presentazione di carrozze a traino animale, per passare il testimone al tempo delle locomotive a vapore sino a giungere ai primi locomotori elettrici, nonché ai tram ai filobus e alle metropolitane.

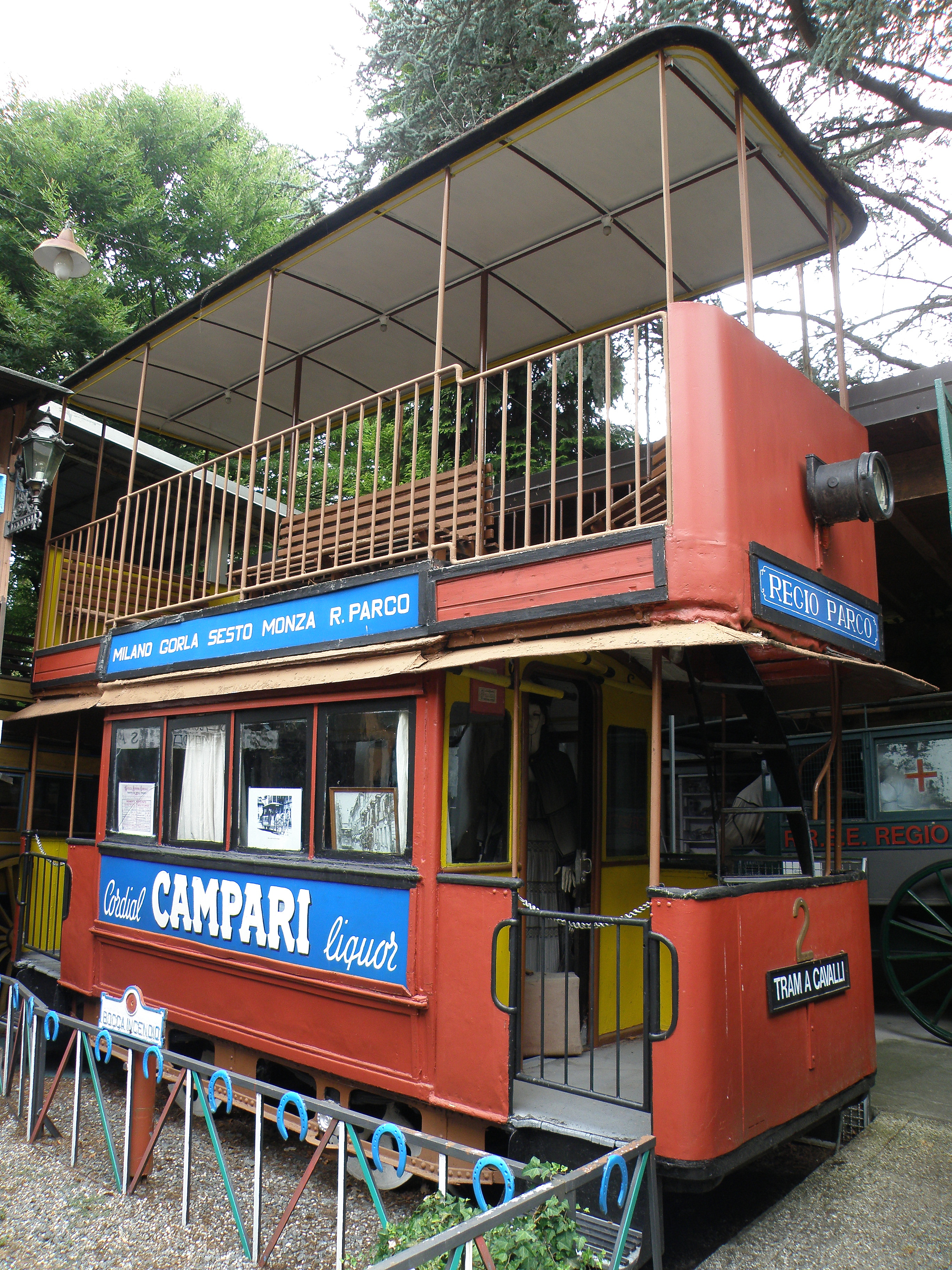
Uno dei falsi storici esposti al museo: un tram della Certosa di Pavia, successivamente rialzato e presentato come «Tram di Monza»

Tra le altre cose che si potevano incontrare lungo il percorso espositivo vi erano molti manufatti relativi a funivie, funicolari e ferrovie a cremagliera; senza dimenticare alcuni esempi di automobili, autobus e motociclette d'epoca.

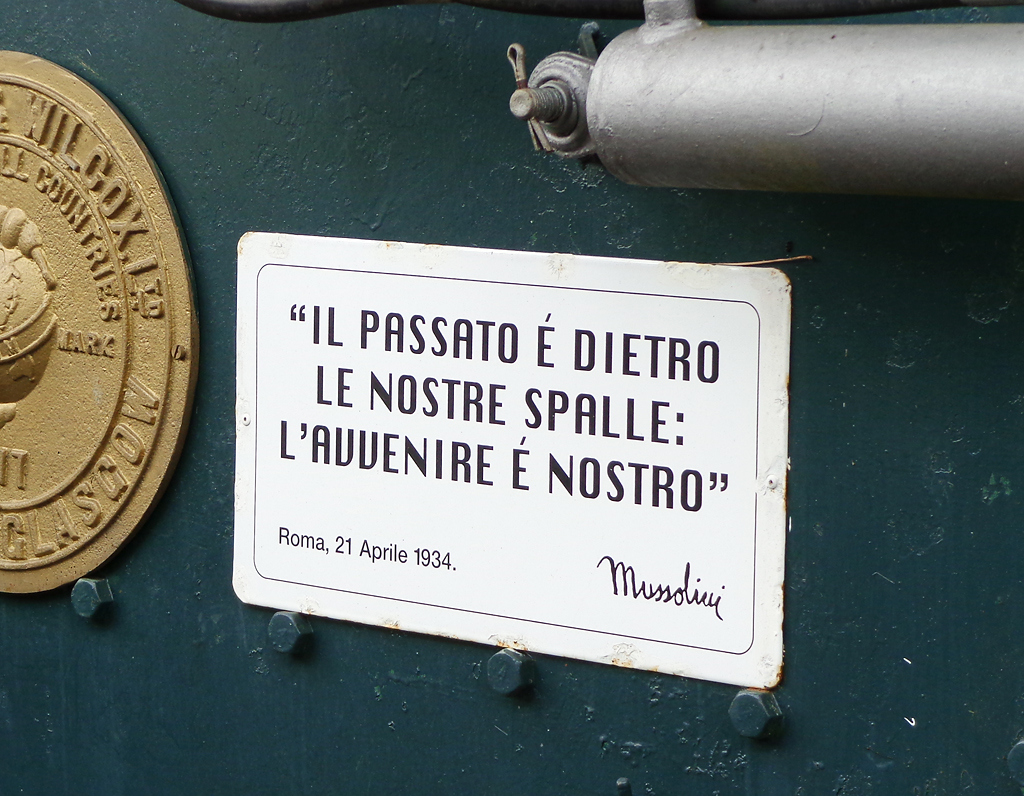
Una delle targhe con motti di epoca fascista presenti lungo il percorso espositivo

Il 1º ottobre 2014 il Museo venne chiuso al pubblico. Parte dei reperti raccolti furono trasferiti al museo di Volandia, nel comune di Somma Lombardo: in tale museo parte della collezione è esposta dal 4 settembre 2015; alcuni distributori di benzina e cartelli furono invece trasferiti al Museo Fisogni di Tradate.

## Esposizione

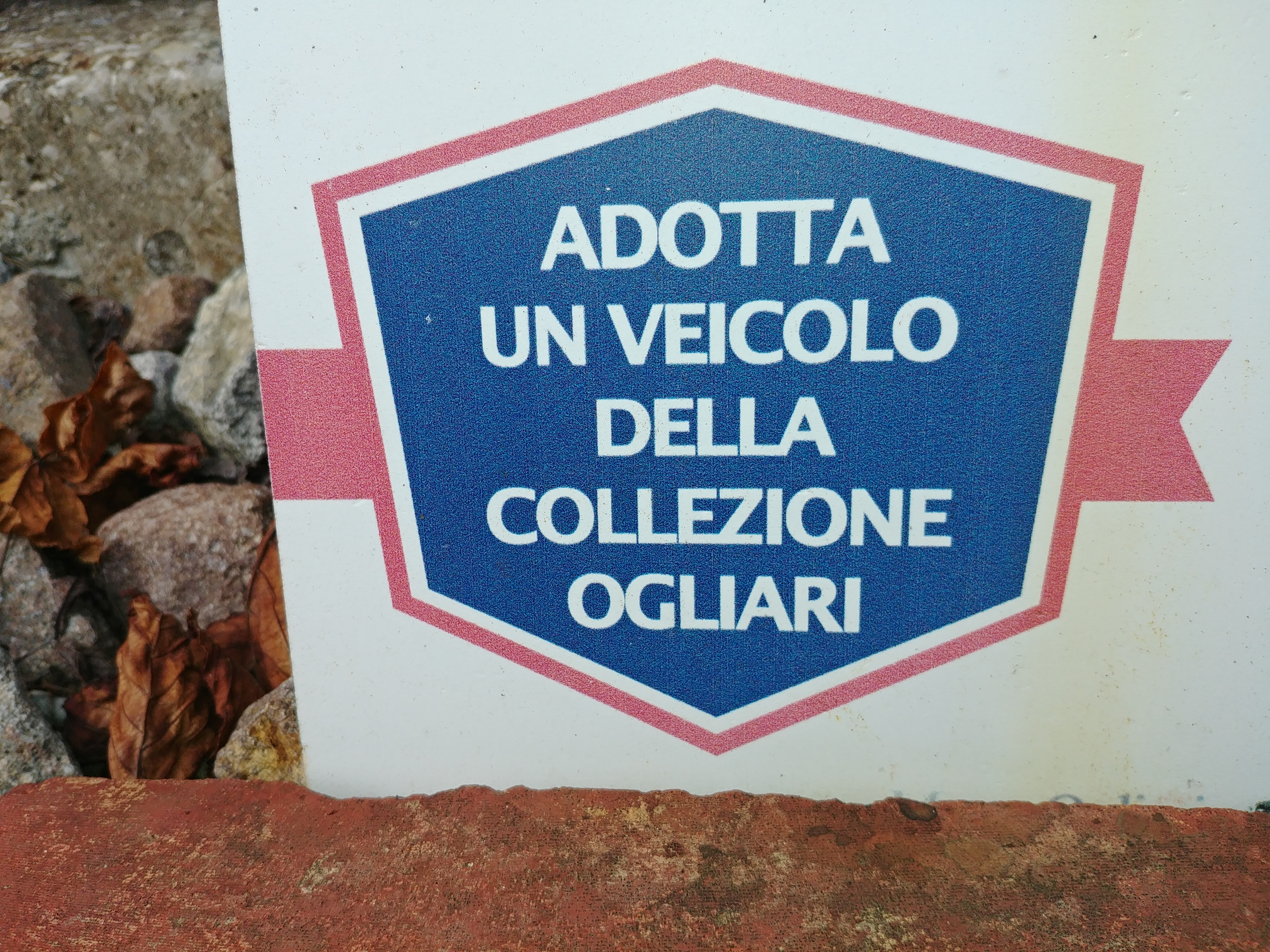
Uno dei cartelli presenti oggi a Volandia che richiama l'iniziativa: "Adotta un veicolo della Collezione Ogliari".

Il museo Ogliari raccoglieva numerosi mezzi di trasporto ferroviario e stradale, tra cui carrozze a trazione animale, locomotive a vapore ed elettriche, tram e filobus, esposizioni di un periodo compreso dal XVIII secolo alla seconda metà del XX secolo. Parte della collezione erano anche manufatti relativi a funivie, funicolari e ferrovie a cremagliera oltre ad automobili, autobus e motociclette d'epoca.
Molti dei mezzi conservati oggi a Volandia necessitano però di significativi interventi di restauro. Per cercare di rispondere a questa esigenza, è stata lanciata l’iniziativa “Adotta un veicolo della collezione Ogliari”, iniziativa che ha portato al parziale restauro di un Tram ATM serie 1500.

## Veicoli

### Tram ATM serie 1500

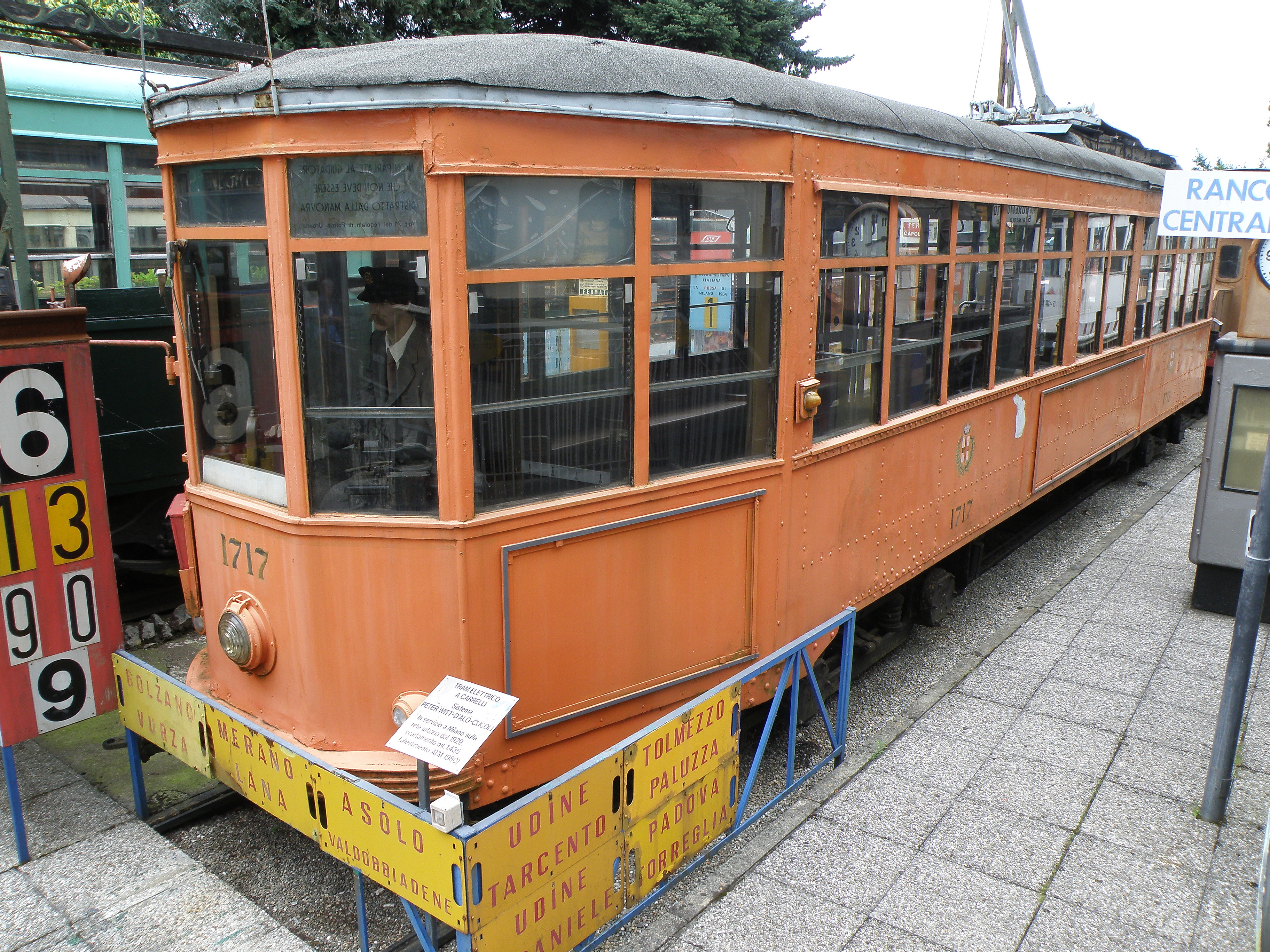
Tram ATM serie 1500.

Tram urbano a carrelli realizzato dalla società Carminati e Toselli a partire dal 1927. Nel 1928 ATM ordinò la costruzione di 500 esemplari. Inizialmente i mezzi si caratterizzavano per una colorazione giallo scuro e bianco; si passò poi al verde, per giungere all’attuale arancione negli anni ’70. Noti come “carrelli” o “ventotto”, questi veicoli sono ancora in servizio a Milano e a San Francisco e sono diventati un’icona per entrambe le città.

### Locomotiva CCFR 8 Venturi

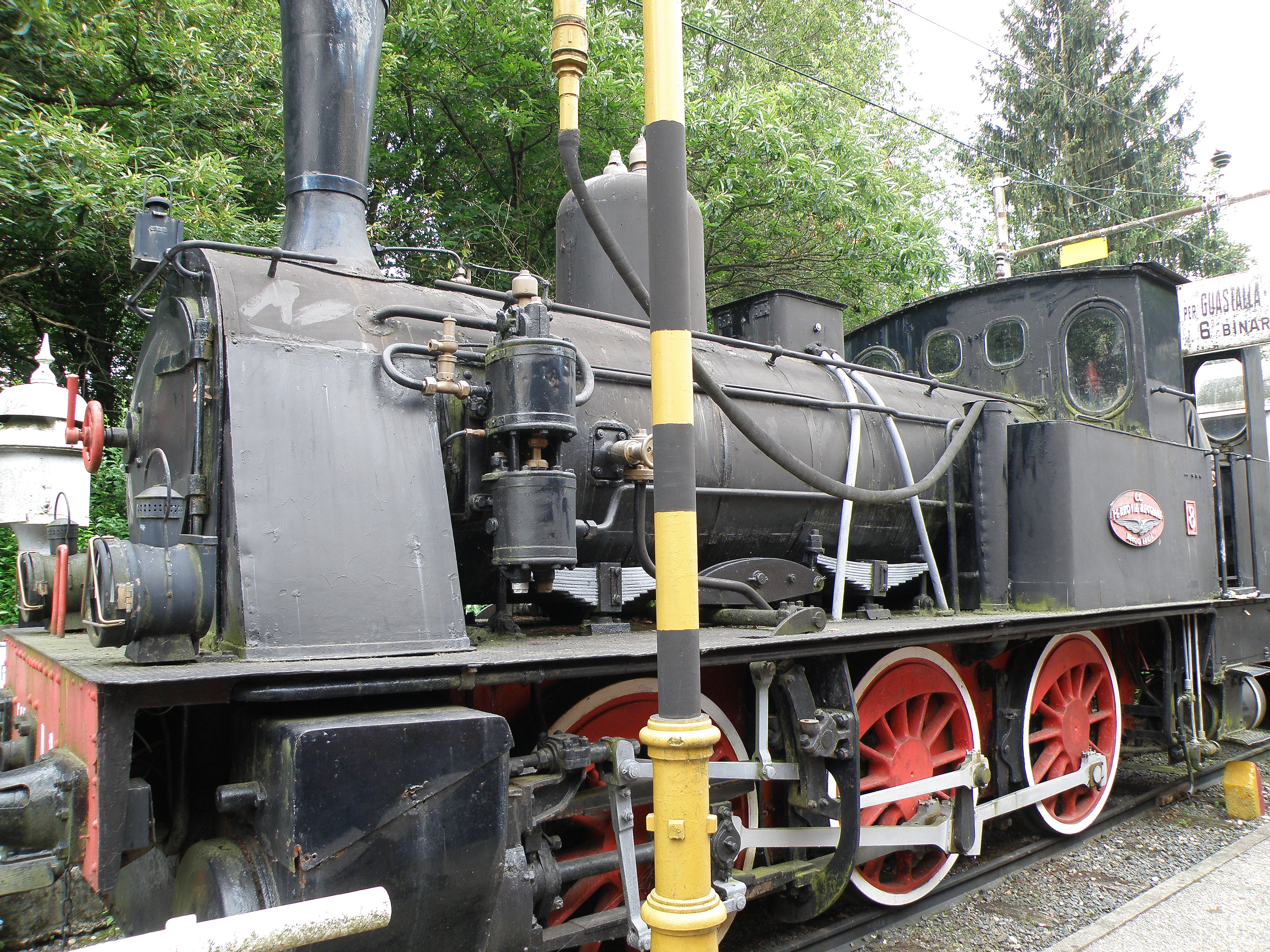
Locomotiva CCFR 8 Venturi

La locomotiva a vapore numero 8 del 1910 fu la prima costruita interamente dalle Officine Meccaniche Reggiane, su licenza della società Henschel di Kassel, in Germania. Rimase in attività fino al 1959, anno in cui terminò la trazione a vapore sulle linee del CCFR (Consorzio Cooperativo Ferrovie Reggiane). A partire dagli anni '60 fu esposta come monumento, prima a Reggio Emilia, poi a Ranco e infine a Vizzola Ticino.

### Locomotiva "Gamba de legn" N. 4
Locomotiva a vapore costruita nel 1892 dalla Breda, la locomotiva numero 4, detta "Busseto" fu costruita per la Società Nazionale Ferrovie e Tranvie (SNFT) e operò sulle quattro linee tranviarie che l'impresa aveva in concessione in provincia di Parma. Si distinse per la presenza di doppi organi di trazione e repulsione.

### Replica della carrozza papale Pio IX

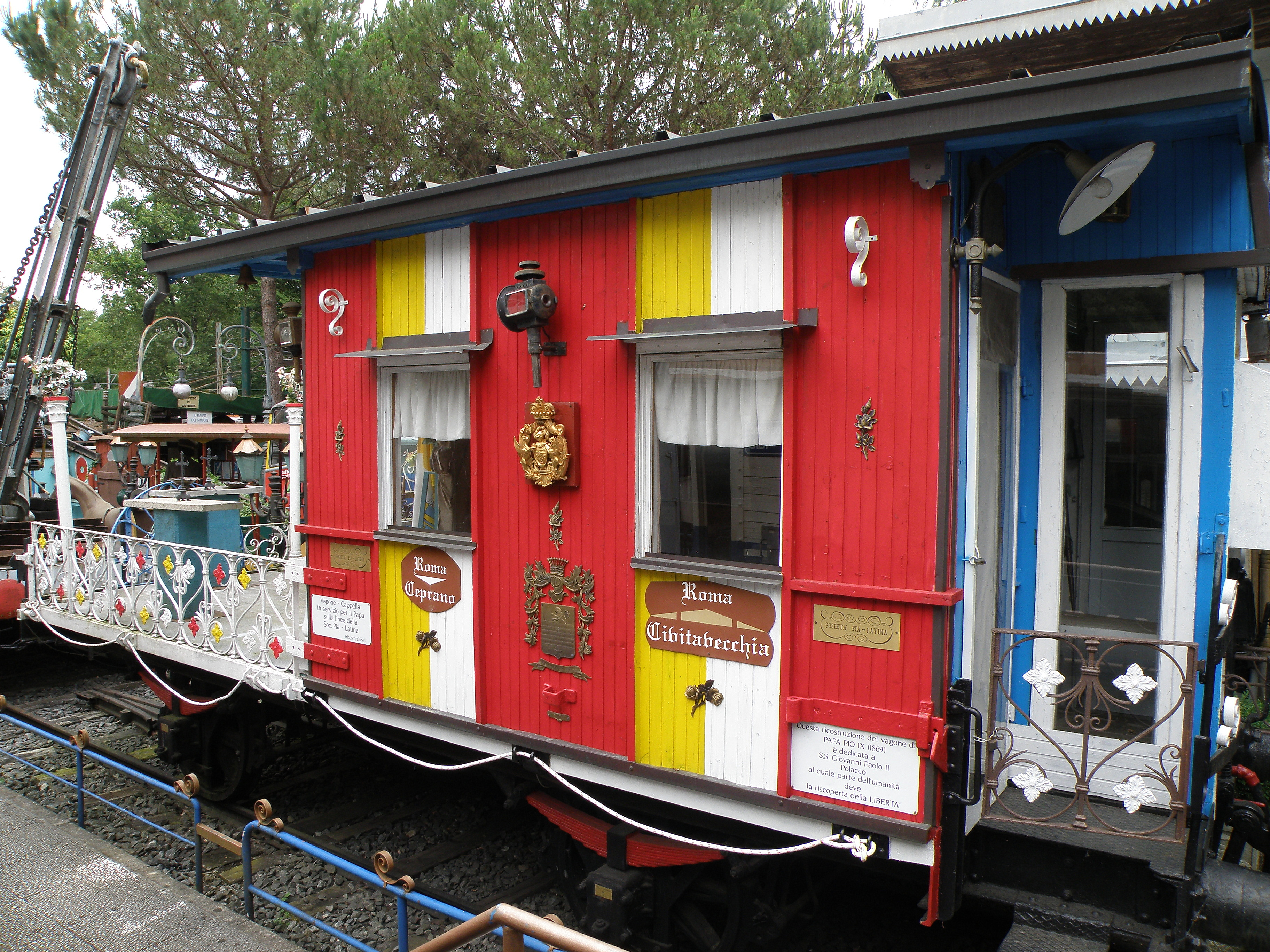
La carrozza di Papa Pio IX

Replica, sulla base di una carrozza FNMA a due assi, della carrozza riservata a Papa Pio IX. L'originale del 1858 è esposto a Roma presso la Centrale Montemartini.

### Convoglio Cadorna
Locomotiva a vapore a scartamento ridotto, durante la prima guerra mondiale fu adibita al traino di ben cinque vetture riservate al maresciallo Luigi Cadorna.

### Schiacciasassi Babcock & Wilcox
Progettato in Gran Bretagna dalla società Babcock & Wilcox LTD e con gli anni fu dotato di un motore diesel, lo schiacciasassi qui esposto venne utilizzato durante i lavori di realizzazione dell'autostrada Milano–Varese, passata alla storia come la prima grande via di comunicazione a pedaggio costruita nel mondo.

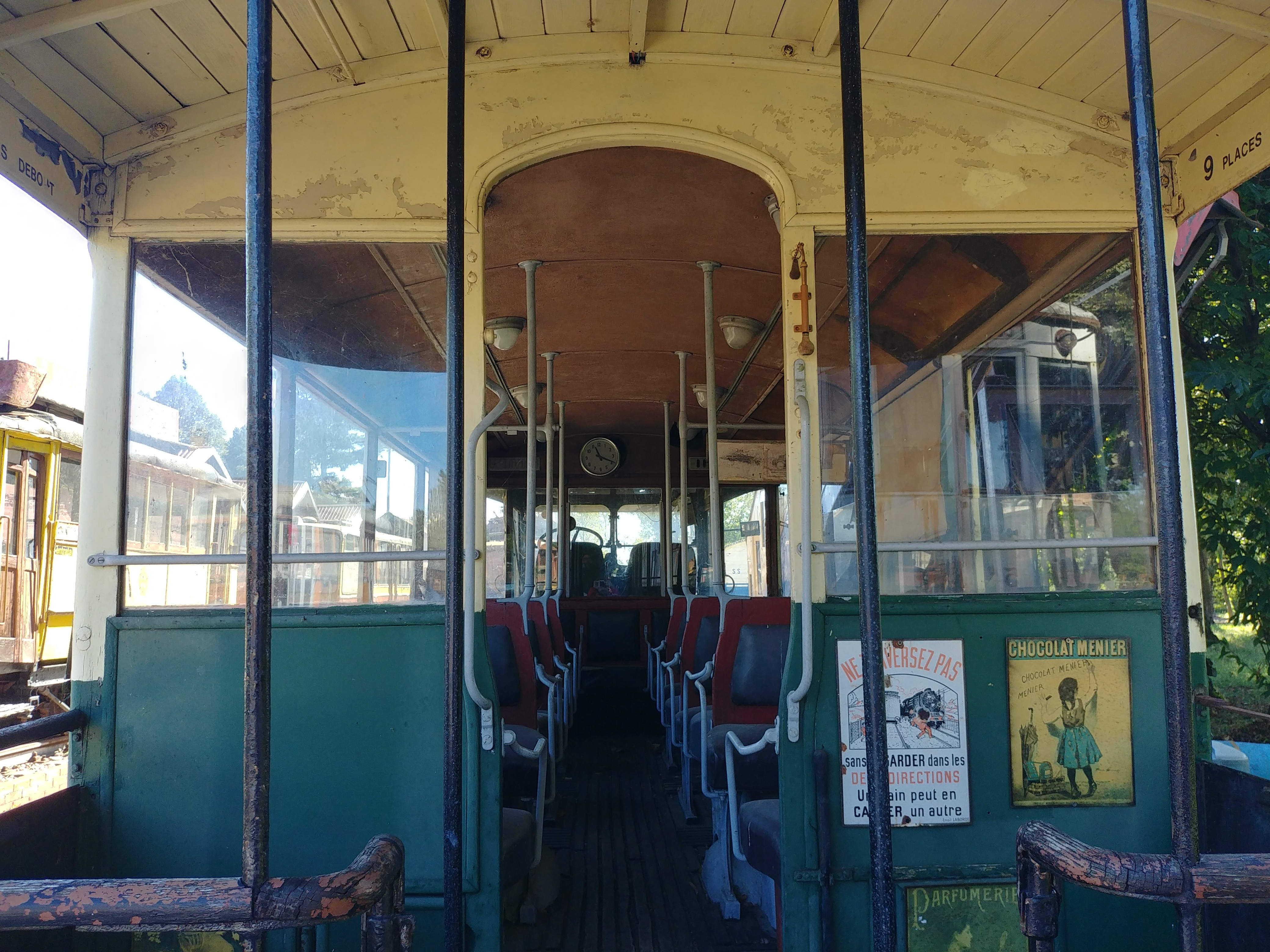
Interno dell'autobus

### Autobus Renault Parigi
Autobus del 1934, si caratterizzava per la presenza del balconcino belvedere posteriore e per l'enorme volante posto in posizione rialzata, visibile anche dal parabrezza. Fu il primo vero e proprio autobus del tessuto urbano parigino in grado di garantire ai viaggiatori di raggiungere in poco tempo i principali luoghi della città: dai larghi e maestosi Champs-Élysées alle vie incantate della collina di Montmartre, dalla cattedrale di Notre-Dame al Moulin Rouge, uno dei più famosi locali di Parigi.

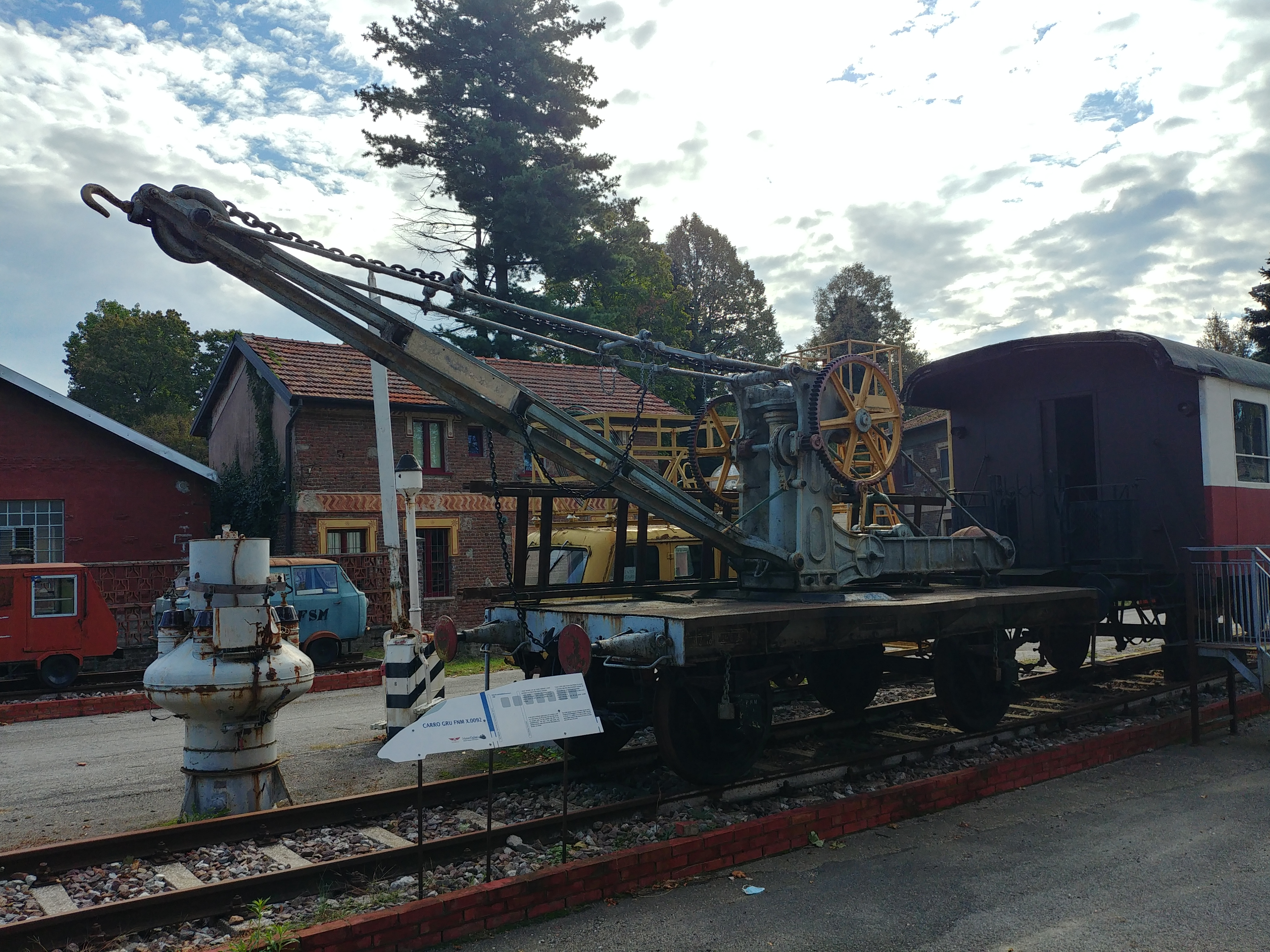
Carro Gru FNM X.0092 nell'attuale sede di Volandia

### Carro Gru FNM X.0092
Il carro X.0092 delle Ferrovie Nord Milano fu costruito in Germania dalla ditta Maschinenfabrik Esslingen nel 1888 ed ebbe una portata di sole 5 tonnellate.Oltre al passo ridotto, fu caratterizzato da ruote a razze anziché a vela piena. Questo esemplare è uno dei più antichi modelli esistenti al mondo.

### Automotrice Monte Generoso
Dotata di motore Caterpillar da 250 kW, questa automotrice fu in grado di affrontare le pendenze della linea, spingendo una carrozza aperta da 37 posti. Fu infatti in servizio sulla ferrovia a cremagliera del Monte Generoso, posto al confine tra Svizzera e Italia: dai 274 metri della stazione di Capolago, paese sul lago di Lugano, era possibile raggiungere gli oltre 1.700 metri di altezza.